# Mausoleo de Sükhbaatar
El Mausoleo de Sükhbaatar (en mongol: Сүхбаатарын бунхан) fue un mausoleo para Damdin Sükhbaatar, líder de la revolución de Mongolia de 1921 y para Horloogiyn Choybalsan, jefe de gobierno de la extinta República Popular de Mongolia desde finales de 1930 hasta su muerte en 1952, en la ciudad capital mongola Ulán Bator, en el lado norte de la plaza de Sukhbaatar en frente de la Ordon Saaral. El edificio fue construido después de la muerte de Choibalsan, y demolido en 2005 para construir en dicho espacio un memorial a Genghis Khan. El mausoleo se asemejaba a la forma del mausoleo de Lenin en Moscú construido durante la era soviética, pero difería en el color.
El mausoleo del exlíder comunista fue demolido en 2005, el Palacio gubernamental fue remodelado el mausoleo fue reemplazado por una estatua gigante de Gengis Khan, fundador del Imperio Mongol.